# Parasubulura
Parasubulura ist eine Gattung der Spulwürmer mit drei Arten. Es ist die einzige Gattung in der Unterfamilie Parasubulurinae. Sie sind Parasiten bei Rüsselspringern.

## Merkmale
Parasubulurinae und damit auch die Vertreter der Gattung Parasubulura sind Subuluroidea, bei denen die Pharynxabschnitte muskulös und nicht vertikal verlängert sind. Die peripheren und radialen Lappen des Pharynx sind muskulös und nicht unterscheidbar. Die chordalen Lappen sind klein und nicht über die benachbarten Anteile gedreht. Der Genitalsaugnapf wird von einem Ring kutikulärer Lamellen umgeben.

## Systematik
Das Interim Register of Marine and Nonmarine Genera weist folgende Arten aus:
- Parasubulura callosa Sandground, 1933
- Parasubulura gerardi Berghe & Vuylsteke, 1938
- Parasubulura petrodromi Baylis, 1934

Synonyme sind Baylisnumidica López-Neyra, 1945 und Heterobulura Skrjabin & Shikhobalova, 1948.